# Asplenium × krameri
Asplenium × krameri là một loài dương xỉ trong họ Aspleniaceae. Loài này được Rivas Mart. mô tả khoa học đầu tiên năm 2002.
Danh pháp khoa học của loài này chưa được làm sáng tỏ. 